# 近永健一
近永 健一（ちかなが けんいち、1962年9月28日 - ）は、日本のアニメーター、キャラクターデザイナー、イラストレーター。別名はやまのべ きった（山邊 吉太）。広島県出身。妻は同じくアニメーターの近永早苗。

## 来歴・人物
1983年に大阪デザイナー専門学校を卒業後、上京してスタジオ・ライブに入社し芦田豊雄に師事。『Dr.スランプ アラレちゃん』で原画、動画デビューを果たし、以降は入社同期であった山内則康、松村靖之らと共にスタジオライブを代表するアニメーターの一人として2000年初頭まで様々なアニメの原画、作画を担当していた。代表作は『ハイスクール!奇面組』、『アイドル伝説えり子』、『恐竜冒険記ジュラトリッパー』、『ポケットモンスター (劇場版)』など。かつては妻の近永早苗も同じスタジオ・ライブに在籍しており共作も多く、これが縁で結婚しているが、その後妻と一緒にスタジオ・ライブを退社している。このほか妻とともに同人活動も行っており、2003年頃までコミックマーケットにサークル参加していた。
同人活動や漫画の執筆は「やまのべきった（山邊 吉太）」名義で行っており、2000年頃より青年誌（成人向け漫画）の執筆活動も始めている。現在は漫画家としての執筆活動が中心になっているためアニメーターとしての活動はかなり縮小しているが、2009年に公開された『劇場版ポケットモンスター ダイヤモンド&パール アルセウス 超克の時空へ』ではデザインワークスとして製作に携わるなど、今でも現役のアニメーターである。

## 主な作品

### テレビアニメ
- Dr.スランプ アラレちゃん
- ハイスクール!奇面組
- 恐竜冒険記ジュラトリッパー
- 魔法のプリンセス　ミンキーモモ（第2作）
- アイドル伝説えり子
- アイドル天使ようこそようこ
- 世界名作童話シリーズ ワ〜ォ!メルヘン王国
- まじかる☆タルるートくん
- 銀河漂流バイファム13

### OVA
- ラブ・ポジション ハレー伝説（1985年、オリジナルキャラクターデザイン[1]）
- ガデュリン（1990年）
- 新・超幕末少年世紀タカマル（1993年、絵コンテ・演出・作画監督・原画）
- AMON デビルマン黙示録（2000年）

### 映画
- うる星やつら2 ビューティフル・ドリーマー
- 武者・騎士・コマンド SDガンダム緊急出撃
- 劇場版ポケットモンスター
  - 劇場版ポケットモンスター 結晶塔の帝王 ENTEI（2000年、デザインワークス）
  - 劇場版ポケットモンスター セレビィ 時を超えた遭遇（2001年）
    - ピカチュウのドキドキかくれんぼ（2001年、キャラクターデザイン）

  - 劇場版ポケットモンスター 水の都の護神 ラティアスとラティオス（2002年、デザインワークス）
    - おどるポケモンひみつ基地（2003年、セットデザイン）

  - 劇場版ポケットモンスター アドバンスジェネレーション ポケモンレンジャーと蒼海の王子 マナフィ（2006年、デザインワークス）
  - 劇場版ポケットモンスター ダイヤモンド&パール ディアルガVSパルキアVSダークライ（2007年、デザインワークス）
  - 劇場版ポケットモンスター ダイヤモンド&パール アルセウス 超克の時空へ（2009年、デザインワークス）
  - 劇場版ポケットモンスター ダイヤモンド&パール 幻影の覇者 ゾロアーク（2010年、デザインワークス）
    - ピカチュウとイーブイ☆フレンズ（2013年、プロパティデザイン）

### その他
- セラフィムコール - ワールドデザイン、コーナー内漫画担当

### 漫画

#### やまのべきった名義
- 媚虐の音色（EXコミックス）
- バージンオイル
- 乙女の雫
- 悦愛 姉と妹（EXコミックス）
- 淫モラル―少女たちの秘密（ワールドコミックススペシャル）
- 姫様の鍵穴（プラザコミックス）
- 悪戯の果て…（夢雅COMICS）
- 僕のアリスたち（WANI MAGAZINE COMICS SPECIAL）
- 妹という名の牝（ワールドコミックススペシャル）
- 処女の汁（ワールドコミックススペシャル）
- お願いもぉやめて…（別冊エースファイブコミックス）
- 乙女スイッチ!（夢雅COMICS）

#### 錠男名義
- LOST 恥悦の刻印